# 'O schiavo e 'o rre
'O schiavo e 'o rre è un album del cantante italiano Nino D'Angelo, pubblicato nel 2003 dalla Sony Music.

## Descrizione
Arrangiamenti e direzione d'orchestra: M.° Nuccio Tortora.
L'omonimo singolo è presente nella colonna sonora di Gomorra.

## Tracce
Testi e musiche di Gaetano D'Angelo, eccetto dove indicato.
1. Preghiera
2. Io song' 'a musica
3. 'O schiavo e 'o Rre (musica: Gaetano D'Angelo, Carmine Tortora)
4. E te penzo e sto male
5. 'A storia 'e nisciuno (musica: Gaetano D'Angelo, Carmine Tortora)
6. Nu biglietto p' 'o mare
7. Io song' 'a speranza
8. Napule e 'a vita mia (musica: Gaetano D'Angelo, Carmine Tortora)
9. Pe te (Gaetano D'Angelo, A.Venosa)
10. Firmate nu mumento (Gaetano D'Angelo, A.Venosa)
11. 'O pate
12. Rosanera (musica: Gaetano D'Angelo, Carmine Tortora, A.Venosa)
13. Dopp' 'e mura

## Formazione
- Nino D'Angelo - voce
- Nuccio Tortora - programmazione samples, tastiera
- Maria Castiglia - voce
- Paolo Del Vecchio - bouzouki, chitarra classica, chitarra acustica
- Genivaldo Evangelista - flauto indiano, cetra, bouzouki, ciaramella, chitarra portoghese, flauto traverso
- Iaia Forte - voce
- Antonio Gillo - pianoforte in 'O pate
- Giovanni Imparato - percussioni
- Vladimir Kocari - violoncello in Nù biglietto p' 'o mare
- Licia Maglietta - voce
- Pippo Matino - basso elettrico
- Antonella Morea - voce
- Peppe Narretti - chitarra elettrica in Dopp 'e mmura
- Enzo Paparo - chitarra elettrica
- Enzo Polito - fisarmonica
- Armand Priftuli - violino in Nù biglietto p' 'o mare
- Brunella Selo - voce
- Daniele Sepe - salmoè, quena, sassofono soprano
- Antonio Tarantino - chitarra brasiliana in Rosanera